# Сконе (півострів)
Півострів Ско́не (швед. Skåne) — південний край Скандинавського півострова, територія Швеції. У Середні віки півострів належав Данії, перейшов до Швеції у 1658 р. за Роскілльским мирним договором. У північній частині півострова розташоване місто Мальме.

## Рельєф
На відміну від більшої частини Швеції, поверхня рівнинна, з невеликим переважанням височин. Рельєф півострова є своєрідним переходом від гористої Швеції до рівнинної Данії. Рослинність представлено мішаними хвойно-широколистяними лісами, а також широколистяними лісами з дуба і бука на бурих лісових ґрунтах.

## Сільське господарство
Із сільськогосподарських культур на півострові вирощується ячмінь та пшениця. Окрім того, це єдиний край Швеції, де саджають цукровий буряк. Півострів Сконе вважається головним сільськогосподарським регіоном країни.